# Éric Roy
Pour les articles homonymes, voir Roy.
Éric Roy, né le 26 septembre 1967 à Nice (Alpes-Maritimes), est un footballeur français reconverti dirigeant, entraîneur et consultant. Il est l'actuel entraîneur du Stade brestois 29.
Eric Roy connaît une carrière de footballeur professionnel comme milieu de terrain à l'OGC Nice, au Sporting Toulon Var, à l'Olympique lyonnais, à l'Olympique de Marseille, au Sunderland AFC, à l'ESTAC Troyes et au Rayo Vallecano de 1988 à 2004.
Retourné chez les Aiglons à sa retraite des terrains, il en est l'entraîneur durant dix-huit mois entre mars 2010 et novembre 2011. Il devient ensuite directeur sportif, manager, directeur du marketing puis du développement, consultant télé ou encore organisateur de foot-volley. En janvier 2023, le Stade brestois 29 qui est en difficulté en championnat l'engage pour avec pour objectif de maintenir le club en Ligue 1. Il réussit à sauver le club qui termine finalement à la quatorzième place du championnat. La saison suivante, il qualifie le club breton pour sa première compétition européenne avec la Ligue des champions de l'UEFA. Lors des trophées UNFP 2024, il est élu meilleur entraîneur de la saison.

## Biographie

### Enfance et formation
Éric Roy est le fils du footballeur international Serge Roy (une sélection), attaquant vainqueur de la Coupe de France en 1960 et champion de France avec Monaco.

### Carrière de joueur
Le 26 novembre 1988, Éric Roy dispute son premier match de Ligue 1 avec l'OGC Nice. Milieu de terrain défensif au style rugueux, il effectue l'essentiel de sa carrière dans le championnat de France.
Il évolue à l’Olympique de Marseille de 1996 à 1999, de ses 29 à 32 ans. En 1998-1999, pour sa dernière saison avec les Olympiens, lui et ses coéquipiers, sous les ordres de Rolland Courbis, terminent deuxièmes du championnat, à un point du FC Girondins de Bordeaux, et atteignent la finale de Coupe de l’UEFA perdue contre le Parma Calcio 1913 (3-0).

### Reconversion comme entraîneur, directeur sportif et consultant

#### Directeur sportif puis entraîneur de l'OGC Nice (2005-2012)
Éric Roy intègre l'organigramme des Aiglons au poste de communicant en 2005 et devient directeur sportif en 2009.
À partir de mars 2010, il est l'entraîneur de l'OGC Nice et consultant occasionnel pour les matches de football diffusés par la chaîne de télévision Direct 8. Le 15 novembre 2011, c'est René Marsiglia qui prend sa place à la tête de l'équipe azuréenne, Éric Roy retrouve alors son poste de manager général. Il est limogé en juin 2012.
Un an plus tard, le club méditerranéen est condamné par le conseil de prud'hommes à lui verser 689 000 euros dont 300 000 à titre de « dommages et intérêts pour licenciement abusif ».

#### Consultant à BeIN Sports (2012)
En 2012, Éric Roy devient consultant pour la chaîne sportive BeIN Sports où il est consultant dans l'émission Le Club du lundi au jeudi à 19h et le vendredi lors de l'avant-match et l'après-match du match de Ligue 1 avec Florian Genton.

#### Manager sportif au RC Lens (2017-2019)
Le 30 septembre 2017, Éric Roy est nommé manager sportif du RC Lens en remplacement de Jocelyn Blanchard.
Le 10 avril 2019, il annonce son départ de chez les Sang et Or.

#### Directeur sportif à Watford FC (2019-2020)
En décembre 2019, Éric Roy est engagé au poste de directeur sportif par le Watford FC, alors lanterne rouge de Premier League avec seulement neuf points en seize matchs. Le championnat est interrompu à cause de la pandémie de Covid-19 au mois de mars 2020, alors que les Hornets sont remontés à la place de premier non-relégable. Alors que son contrat se terminait à la fin de la saison, le dirigeant français n'est pas prolongé d’un commun accord tandis que le club est relégué en Championship.

#### Consultant à France Télévisions (2019-2023)
À partir de 2019, Éric Roy devient consultant pour France Télévisions. Il commente les matchs de Coupe de France et de Coupe de la Ligue avec Kader Boudaoud, jusqu'en décembre 2019, puis Fabien Lévêque. Il fait l'objet de vives critiques quant à son présumé manque d'objectivité à l'occasion de la finale de la Coupe de France 2022 disputée par son ancien club, l'OGC Nice, et le FC Nantes (0-1). Alors que les Canaris inscrivent l'unique but de la rencontre sur une faute de main d'Hicham Bouadaoui, il déclare notamment à l'antenne « C’est n’importe quoi. On va décider d’un gagnant de Coupe de France sur ce pénalty-là. C’est complètement nul ».

#### Entraîneur au Stade brestois 29 (2023-)

##### Saison 2022-2023
Le 3 janvier 2023, Éric Roy est engagé pour diriger le club du Stade brestois 29, validé par Grégory Lorenzi, son directeur sportif. Alors qu'il n'a pas entraîné de club depuis onze années, il accepte les conditions de la mission : venir seul (sans adjoints) et pour six mois seulement. Les Brestois terminent la saison 2022-2023 à la quatorzième place du championnat avec 44 points derrière le Toulouse FC et devant le RC Strasbourg.
Le 7 juin 2023, après avoir réussi à maintenir le club breton dans l'élite, son contrat est prolongé de deux années supplémentaires, soit jusqu'en juin 2025,,.

##### Saison 2023-2024
Le 11 février 2024, à la suite du match nul face au Clermont Foot 63, Éric Roy bat un record du nombre de matchs de suite sans défaite pour le club en championnat avec 10 matchs (précédemment de 9 atteint en août-octobre 1981, octobre-décembre 1984 et février-mai 1991), record finalement porté à 13 et interrompu par une défaite face au RC Lens.
Le 13 mai 2024, lors des trophées UNFP 2024, il est récompensé du titre de meilleur entraîneur de Ligue 1 pour la saison 2023-2024, à l'issue de laquelle il qualifie le Stade brestois pour la Ligue des champions de l'UEFA. Il devient le premier entraîneur brestois à recevoir cette distinction[réf. nécessaire] et reçoit le premier trophée de sa carrière des mains de Didier Deschamps. Cette récompense salue la saison du Stade brestois, qualifié pour une Coupe d'Europe la saison suivante pour la première fois de son histoire en battant largement le record du meilleur classement de l’histoire brestoise en première division,. Les Brestois terminent à la troisième place du championnat avec 61 points derrière l'AS Monaco et devant le LOSC Lille.

##### Saison 2024-2025
Lors de son parcours européen, Brest remporte ses deux premiers matchs, s'imposant contre le SK Sturm Graz (victoire, 2-1) puis écrasant le Red Bull Salzbourg à l'extérieur (victoire, 0-4). Le club brestois obtient ensuite un match nul précieux contre le Bayer Leverkusen (match nul, 1-1), champion d'Allemagne en titre. Lors de la quatrième journée de Ligue des champions, Brest s'impose à nouveau à l'extérieur, cette fois face contre le Sparta Prague (victoire, 1-2).
À mi-parcours de la phase de groupes, le Stade brestois occupe la 4e place. Le club breton s'incline ensuite contre le FC Barcelone à l'extérieur (défaite, 0-3) puis remporte son match d'après contre le PSV Eindhoven (victoire, 1-0). Contre le Chakhtar Donetsk, l'équipe d'Éric Roy perd (défaite, 2-0) puis affronte le Real Madrid à domicile (défaite, 0-3) lors de la dernière journée des matchs de phase de ligue. À la fin de la phase de championnat, les Brestois terminent à la 18e place. Ils affrontent ensuite le Paris Saint-Germain lors des barrages de la phase à élimination directe. Après s'être incliné lors du match aller (défaite, 3-0), le Stade brestois perd très lourdement lors du match retour également (défaite, 0-7).
Le 16 mai 2025, alors que son contrat arrivait à échéance à l'issue de la saison, Éric Roy prolonge ce dernier de deux années supplémentaires, soit jusqu'en juin 2027,,.

## Palmarès

### En club
- Olympique lyonnais :
  - Vice-champion de Division 1 en 1995.
  - Finaliste de la Coupe de la Ligue en 1996.

- Olympique de Marseille :
  - Vice-champion de Division 1 en 1999.
  - Finaliste de la Coupe UEFA en 1999.

### Distinctions individuelles
Le 13 mai 2024, il reçoit le trophée UNFP 2024 du meilleur entraîneur de Ligue 1 pour la saison 2023-2024, le premier trophée de sa carrière.
- Trophée UNFP du meilleur entraîneur de Ligue 1 en 2024[17]
- Entraîneur français de l'année par France Football en décembre 2024[18]

## Style de jeu
Lorsqu'il prend la tête du Stade brestois, son équipe est reconnue pour son allant offensif, sa solidité défensive, l'intensité dans les duels et sa convivialité.

## Statistiques
- 349 matchs et 25 buts en Division 1/Ligue 1
- 27 matchs et 2 buts en Division 2/Ligue 2
- 27 matchs et 1 but en Premier League
- 12 matchs et 0 but en Liga
- 12 matchs et 1 but en Coupe de l'UEFA
- 4 matchs et 0 but en Coupe Intertoto